# Cosmic Girls
Cosmic Girls (koreanisch 우주소녀, chinesisch 宇宙少女; auch bekannt unter dem Namen WJSN) ist eine südkoreanisch-chinesische Girlgroup der dritten K-Pop-Generation, die 2016 von Starship Entertainment und Yuehua Entertainment gegründet wurde. Die Gruppe debütierte offiziell am 25. Februar 2016 mit der EP Would You Like? als zwölfköpfige Gruppe. Im Juli 2016 wurde Yeonjung der Gruppe hinzugefügt. Der offizielle Fanclub-Name der Gruppe lautet „Ujung (우정)“.

## Geschichte

### 2015–2016: Entstehung und Debüt mitWould You Like?
Anfang Dezember 2015 gaben Starship Entertainment und Yuehua Entertainment die Gründung einer neuen Girlgroup mit dem Namen Cosmic Girls bekannt. Die Gruppe sollte aus zwölf Mitgliedern aus Südkorea und China bestehen und im Frühjahr 2016 debütieren. Cosmic Girls besteht aus mehreren Units, die in der Folgezeit vorgestellt wurden. Die Wonder Unit mit Bona, Chang Xiao und Dayoung am 10. Dezember, die Joy Unit (Xuan Yi, Eunseo, Yeoreum) am 17. Dezember, die Sweet Unit (Seola, Exy, Soobin) am 24. Dezember und die Natural Unit (Luda, Dawon, Mei Qi) am 31. Dezember.
Am 25. Februar 2016 debütierte die Gruppe offiziell mit der EP Would You Like? und der Single Mo Mo Mo (모모모) und wurden somit die größte, zu diesem Zeitpunkt aktive, Girlgroup in Südkorea.
Am 11. Juli gab Starship Entertainment bekannt, dass die Gruppe mit Yeonjung um ein dreizehntes Mitglied erweitert würde. Yeonjung hatte Anfang 2016 an der Castingshow „Produce 101“ teilgenommen und war Mitglied der Girlgroup I.O.I geworden. Bis zur Trennung von I.O.I im Januar 2017 war sie in beiden Gruppen aktiv.
Am 17. August veröffentlichte die Gruppe ihre zweite EP The Secret zusammen mit der Single Secret (비밀이야).

### 2017–heute: Erstes Konzert undDream Your Dream
Am 4. Januar 2017 erschien die dritte EP From. WJSM zusammen mit der Single I Wish (너에게 닿기를).
Ihr erstes Solo-Konzert gab die Gruppe am 19. und 20. Mai in der Blue Square Samsung Card Hall in Seoul.
Am 7. Juni veröffentlichten die Cosmic Girls ihr erstes Studioalbum mit dem Namen Happy Moment zusammen mit der Single Happy (해피).
Die vierte EP Dream Your Dream erschien am 27. Februar 2018 zusammen mit der Single Dreams Come True (꿈꾸는 마음으로).
Mei Qi und Xuan Yi nahmen ab Anfang 2018 an der chinesischen Version der Castingshow „Produce 101“ teil. Im Finale wurden Mei Qi auf Platz 1 und Xuan Yi auf Platz 2 gewählt und somit Mitglieder der temporären Girlgroup Rocket Girls 101. Die Gruppe debütierte am 23. Juni 2018 und soll voraussichtlich für zwei Jahre zusammenbleiben. Kurz nach dem Debüt kam es zu Unstimmigkeiten zwischen den Agenturen Starship und Yuehua Entertainment (beide zuständig für die Cosmic Girls) und Tencent (zuständig für Rocket Girls 101). Tencent war der Auffassung, dass Mei Qi und Xuan Yi exklusiv für die Rocket Girls aktiv sein werden, während die beiden anderen Agenturen auf eine vertragliche Vereinbarung hinwiesen, die besagte, dass die Mädchen in beiden Gruppen arbeiten sollen. Zwischenzeitlich verkündete Yuehua Entertainment sogar den Rückzug von Mei Qi und Xuan Yi aus den Rocket Girls. Am Ende einigte man sich darauf, den ursprünglichen Vertrag einzuhalten.
Am 19. September 2018 veröffentlichte die Gruppe ihre fünfte EP WJ Please? zusammen mit der Single Save Me, Save You (부탁해) ohne die drei chinesischen Mitglieder. Mei Qi und Xuan Yi hatten nicht aufschiebbare Termine mit den Rocket Girls 101 und Cheng Xiao konnte aufgrund von Filmaufnahmen in China nicht bei diesem Comeback dabei sein. Mit Save Me, Save You konnten die Cosmic Girls ihren ersten Sieg bei einer Musikshow erzielen.
2019 erschienen die EPs WJ Stay?, For the Summer und As You Wish. For the Summer wurde das erste Nummer-eins-Album der Gruppe in Südkorea. Auch 2019 veröffentlichten die Cosmic Girls sämtliche Musik ohne die drei chinesischen Mitglieder, die terminlich noch immer außerhalb von Südkorea gebunden waren.

## Mitglieder
Aktuelle und ehemalige Mitglieder:
| Name              | Geburtsname            | Geburtstag (Alter)      | Geburtsort  | Position                                   |
| Wonder Unit       | Wonder Unit            | Wonder Unit             | Wonder Unit | Wonder Unit                                |
| ----------------- | ---------------------- | ----------------------- | ----------- | ------------------------------------------ |
| Bona (보나)       | Kim Ji-yeon (김지연)   | 19. August 1995 (29)    | Daegu       | Lead Dancer, Lead Rapper, Vocalist         |
| Cheng Xiao (성소) | Cheng Xiao (程瀟)      | 15. Juli 1998 (26)      | Shenzhen    | Main Dancer, Vocalist, Center              |
| Dayoung (다영)    | Lim Da-young (임다영)  | 14. Mai 1999 (25)       | Jejudo      | Lead Vocalist                              |
| Joy Unit          |                        |                         |             |                                            |
| Xuan Yi (선의)    | Wu Xuanyi (吴宣仪)     | 26. Januar 1995 (30)    | Hainan      | Lead Dancer, Vocalist                      |
| Eunseo (은서)     | Son Ju-yeon (손주연)   | 27. Mai 1998 (26)       | Incheon     | Lead Rapper, Lead Dancer, Vocalist         |
| Yeoreum (여름)    | Lee Jin-suk (이진숙)   | 10. Januar 1999 (26)    | Seoul       | Lead Rapper, Vocalist                      |
| Sweet Unit        |                        |                         |             |                                            |
| Seola (설아)      | Kim Hyun-jung (김현정) | 24. Dezember 1994 (30)  | Seoul       | Lead Vocalist, Lead Dancer                 |
| Exy (엑시)        | Chu So-jung (추소정)   | 6. November 1995 (29)   | Busan       | Leader, Main Rapper, Lead Dancer, Vocalist |
| Soobin (수빈)     | Park Soo-bin (박수빈)  | 14. September 1996 (28) | Seoul       | Main Vocalist                              |
| Natural Unit      |                        |                         |             |                                            |
| Luda (루다)       | Lee Lu-da (이루다)     | 6. März 1997 (28)       | Seoul       | Lead Rapper, Vocalist                      |
| Dawon (다원)      | Nam Da-won (남다원)    | 16. April 1997 (27)     | Seoul       | Main Vocalist                              |
| Mei Qi (미기)     | Meng Meiqi (孟美岐)    | 15. Oktober 1998 (26)   | Luoyang     | Main Dancer, Vocalist                      |
| Yeonjung (연정)   | Yu Yeon-jung (유연정)  | 3. August 1999 (25)     | Gwangmyung  | Main Vocalist, Center                      |

## Diskografie

### Studioalben
| Jahr | Titel Musiklabel                                        | Höchstplatzierung, Gesamtwochen, AuszeichnungChartsChartplatzierungen (Jahr, Titel, Musiklabel, Platzierungen, Wochen, Auszeichnungen, Anmerkungen) | Anmerkungen                        |
| Jahr | Titel Musiklabel                                        | KR | Anmerkungen                        |
| ---- | ------------------------------------------------------- | --- | ---------------------------------- |
| 2017 | Happy Moment Starship Entertainment, LOEN Entertainment | KR3 (10 Wo.)KR | Erstveröffentlichung: 7. Juni 2017 |

### EPs
| Jahr | Titel                                                       | Höchstplatzierung, Gesamtwochen, AuszeichnungChartsChartplatzierungen (Jahr, Titel, Platzierungen, Wochen, Auszeichnungen, Anmerkungen) | Anmerkungen                              |
| Jahr | Titel                                                       | KR | Anmerkungen                              |
| ---- | ----------------------------------------------------------- | --- | ---------------------------------------- |
| 2016 | Would You Like? Starship Entertainment, LOEN Entertainment  | KR7 (15 Wo.)KR | Erstveröffentlichung: 25. Februar 2016   |
| 2016 | The Secret Starship Entertainment, LOEN Entertainment       | KR6 (20 Wo.)KR | Erstveröffentlichung: 17. August 2016    |
| 2017 | From. WJSN Starship Entertainment, LOEN Entertainment       | KR4 (11 Wo.)KR | Erstveröffentlichung: 4. Januar 2017     |
| 2018 | Dream Your Dream Starship Entertainment, LOEN Entertainment | KR2 (21 Wo.)KR | Erstveröffentlichung: 27. Februar 2018   |
| 2018 | WJ Please? Starship Entertainment, Kakao M                  | KR3 (9 Wo.)KR | Erstveröffentlichung: 19. September 2018 |
| 2019 | WJ Stay? Starship Entertainment, Kakao M                    | KR2 (10 Wo.)KR | Erstveröffentlichung: 8. Januar 2018     |
| 2019 | For the Summer Starship Entertainment, Kakao M              | KR1 (9 Wo.)KR | Erstveröffentlichung: 4. Juni 2019       |
| 2019 | As You Wish Starship Entertainment, Kakao M                 | KR2 (9 Wo.)KR | Erstveröffentlichung: 19. November 2019  |
| 2020 | Neverland Starship Entertainment, Kakao M                   | KR2 (7 Wo.)KR | Erstveröffentlichung: 9. Juni 2020       |
| 2021 | Unnatural Starship Entertainment, Kakao M                   | KR3 (4 Wo.)KR | Erstveröffentlichung: 31. März 2021      |

### Single-Alben
| Jahr           | Titel                                 | Höchstplatzierung, Gesamtwochen, AuszeichnungChartsChartplatzierungen (Jahr, Titel, Platzierungen, Wochen, Auszeichnungen, Anmerkungen) | Anmerkungen                           |
| Jahr           | Titel                                 | KR | Anmerkungen                           |
| -------------- | ------------------------------------- | --- | ------------------------------------- |
| 2022           | Sequence Starship Entertainment       | KR4 (9 Wo.)KR | Erstveröffentlichung: 5. Juli 2022    |
| WJSN Chocome   |                                       | |                                       |
|                |                                       | |                                       |
| 2020           | Hmph! Starship Entertainment          | KR5 (7 Wo.)KR | Erstveröffentlichung: 7. Oktober 2020 |
| 2022           | Super Yuppers! Starship Entertainment | KR8 (8 Wo.)KR | Erstveröffentlichung: 5. Januar 2022  |
| WJSN The Black |                                       | |                                       |
|                |                                       | |                                       |
| 2021           | My Attitude Starship Entertainment    | KR6 (7 Wo.)KR | Erstveröffentlichung: 12. Mai 2021    |

### Singles
| Jahr           | Titel Album                                         | Höchstplatzierung, Gesamtwochen, AuszeichnungChartsChartplatzierungen (Jahr, Titel, Album, Platzierungen, Wochen, Auszeichnungen, Anmerkungen) | Anmerkungen                                              |
| Jahr           | Titel Album                                         | KR | Anmerkungen                                              |
| -------------- | --------------------------------------------------- | --- | -------------------------------------------------------- |
| 2016           | Mo Mo Mo (모모모) Would You Like?                   | — | Erstveröffentlichung: 25. Februar 2016                   |
| 2016           | Catch Me (캐치미) Would You Like?                   | — | Erstveröffentlichung: 9. März 2016                       |
| 2016           | Secret (비밀이야) The Secret                        | KR49 (3 Wo.)KR | Erstveröffentlichung: 17. August 2016 Verkäufe: + 81.779 |
| 2017           | I Wish (너에게 닿기를) From. WJSN                   | KR49 (5 Wo.)KR | Erstveröffentlichung: 4. Januar 2017 Verkäufe: + 110.957 |
| 2017           | Happy (해피) Happy Moment                           | KR77 (1 Wo.)KR | Erstveröffentlichung: 7. Juni 2017 Verkäufe: + 28.636    |
| 2018           | Dreams Come True (꿈꾸는 마음으로) Dream Your Dream | — | Erstveröffentlichung: 27. Februar 2018                   |
| 2018           | Save Me, Save You (부탁해) WJ Please?               | — | Erstveröffentlichung: 19. September 2018                 |
| 2019           | La La Love WJ Stay?                                 | KR101 (2 Wo.)KR | Erstveröffentlichung: 8. Januar 2018                     |
| 2019           | Boogie Up For the Summer                            | KR133 (2 Wo.)KR | Erstveröffentlichung: 4. Juni 2019                       |
| 2019           | As You Wish (이루리) As You Wish                    | KR106 (4 Wo.)KR | Erstveröffentlichung: 19. November 2019                  |
| 2020           | Butterfly Neverland                                 | KR118 (1 Wo.)KR | Erstveröffentlichung: 9. Juni 2020                       |
| 2021           | Unnatural                                           | KR126 (2 Wo.)KR | Erstveröffentlichung: 31. März 2021                      |
| 2022           | Last Sequence Sequence                              | KR132 (1 Wo.)KR | Erstveröffentlichung: 2022                               |
| WJSN Chocome   |                                                     | |                                                          |
|                |                                                     | |                                                          |
| 2020           | Hmph! (흥칫뿡) Hmph!                                | — | Erstveröffentlichung: 2020                               |
| 2022           | Super Yuppers! (슈퍼 그럼요) Super Yuppers!         | — | Erstveröffentlichung: 2022                               |
| WJSN The Black |                                                     | |                                                          |
|                |                                                     | |                                                          |
| 2021           | Easy My Attitude                                    | — | Erstveröffentlichung: 2021                               |

## Auszeichnungen

### Preisverleihungen
2016
- Asia Artist Awards[28]
  - Most Popular Artists (Singer) – Top 50
  - Rising Star Award

2017
- Korean Entertainment Arts Awards – New Artist Award
- Seoul Music Awards – EPK Discovery Award[29]
- Soribada Best K-Music Awards – New Korean Wave Rising Hot Star Award[30]

2018
- Asia Artist Awards – New Wave Award[31]

2019
- M2 X Genie Music Awards – M2 Hot Star[32]
- Soribada Best K-Music Awards – New Korean Wave Artist Award[33]

2020
- Soribada Best K-Music Awards – Music Icon Award[34]

2021
- Korea First Brand Awards – Idol Unit (WJSN Chocome)[35]
- Asia Artist Awards – AAA Best Emotive (Singer) (WJSN Chocome)[36]

### Musikshows
| Jahr | Datum    | Titel     |
| ---- | -------- | --------- |
| 2019 | 13. Juni | Boogie Up |
| 2020 | 18. Juni | Butterfly |

| Jahr | Datum    | Titel     |
| ---- | -------- | --------- |
| 2019 | 19. Juni | Boogie Up |

| Jahr | Datum        | Titel             |
| ---- | ------------ | ----------------- |
| 2018 | 2. Oktober   | Save Me, Save You |
| 2019 | 11. Juni     | Boogie Up         |
| 2019 | 18. Juni     | Boogie Up         |
| 2019 | 26. November | As You Wish       |
| 2020 | 16. Juni     | Butterfly         |
| 2021 | 6. April     | Unnatural         |